# (48778) Shokoyukako
(48778) Shokoyukako est un astéroïde de la ceinture principale.

## Description
(48778) Shokoyukako est un astéroïde de la ceinture principale. Il fut découvert le 1er septembre 1997 à Yatsuka (en) par Hiroshi Abe. Il présente une orbite caractérisée par un demi-grand axe de 2,79 UA, une excentricité de 0,16 et une inclinaison de 9,9° par rapport à l'écliptique.

## Compléments